# 沙罗曼蛇
《沙羅曼蛇》是一款由日本遊戲公司科樂美于1986年首次在街机平台上發行的射擊遊戲，為《宇宙巡航艦》的續作。后科乐美把该游戏移植到了多个平台。
遊戲由六個關卡組成，奇數關是橫捲軸而偶數關是縱捲軸，可兩人同時進行遊戲。本遊戲首先使用立體FM音源，音效與場面互相搭配，畫面則有充滿魄力的「噴焰（日珥 Viper）」效果，是廣受好評的射擊遊戲名作。
續作《沙羅曼蛇2》於1996年發行。

## 游戏
双人游戏时，第一个玩家控制Vic Viper，第二个玩家控制Lord British。两艘战机虽然外形不同，性能是一样的。游戏共有6个关卡，横向关卡和纵向关卡交替。

## 各版本於日本的發行日
- 街机版1986年
- 任天堂紅白機版1987年9月25日
- MSX版1987年12月
- PCE版1991年12月6日
- SS版1997年6月19日
- PS版1997年7月6日
- PSP版2007年1月25日

## OVA
同名OVA在1988年到1989年期間發售共三集，由Studio Pierrot製作。

## 遊戲秘技
- 目前已知，此遊戲在任天堂紅白機版時[美版]，可以使用科樂美秘技。

依序輸入〈上、上、下、下、左、右、左、右、B、A〉。

## 外部連結
- 沙羅曼蛇(PSP官網) （页面存档备份，存于）（日語）
- http://www.konami.jp/mobile/appli/gradius/salamander_index.html （页面存档备份，存于）（日語）
- （日語）